# Andray Blatche
Andray Maurice Blatche (22 de agosto de 1986) é um Americano-Filipino jogador profissional de basquete que joga no Xinjiang Flying Tigers da Liga Chinesa de Basketball (CBA). Ele jogou basquete na escola Henninger e na escola South Kent antes de ser draftado na segunda rodada do draft de 2005 pelo Washington Wizards.
Nascido em Nova York e mesmo sendo um americano por nascimento, Blatche se tornou um cidadão naturalizado das Filipinas, em junho de 2014, habilitando-o a ingressar na seleção nacional do país.

## Carreira na Escola
Blatche passou quatro anos na escola Henninger, em Siracusa, Nova Iorque e, em seguida, mais um ano na escola South Kent em South Kent, Connecticut. Ele tinha uma média de 27,5 pontos, 16.0 rebotes e 6.0 blocks por jogo durante o seu quinto ano em 2004-05, ele levou South Kent a um recorde de 32-9.
Considerado um jogador cinco estrelas pelo Rivals.com, Blatche, foi classificado como o 2º melhor jogando como ala-pivô e como o 4º melhor jogador do país em 2005.
Ele declarou-se para a draft da NBA de 2005 não participando de nenhuma faculdade. Embora originalmente pensado que ele iria ser uma escolha de primeira rodada, ele caiu para a segunda rodada e foi draftado pelo Washington Wizards como a 49º escolha geral.

## Carreira Profissional

### Washington Wizards (2005-2012)
Blatche foi baleado em um assalto no trânsito em 25 de setembro de 2005, e, como resultado, perdeu os primeiros treinamentos da temporada. Ele se recuperou e jogou seu primeiro jogo pelo Washington contra Seattle em 11 de novembro de 2005, marcando cinco pontos em uma vitória por 137-96. Em 14 de dezembro de 2005, ele foi mandado para o Roanoke Dazzle da NBA Development League. Em 2 de janeiro de 2006, ele foi chamado de voltar para o Wizards. Ele terminou a temporada 2005-06 jogando somente em 29 jogos e médias de 2,3 pontos e 1,3 rebotes.
Com as lesões dos pivôs Etan Thomas e Michael Ruffin, Blatche foi ocasionalmente jogar como pivô na temporada 2006-07. Em 17 de agosto de 2007, Blatche renovou seu contrato com os Wizards. Durante a temporada 2007-08, Blatche continuou mostrando melhora e com o a lesão do pivô Etan Thomas o tirando da temporada, aumentaram os minutos do Blatche. No final da temporada, Blatche jogou em todos os jogos, sendo titular em 15, com uma média de 8,2 pontos, 5.2 rebotes e 1.4 blocks.

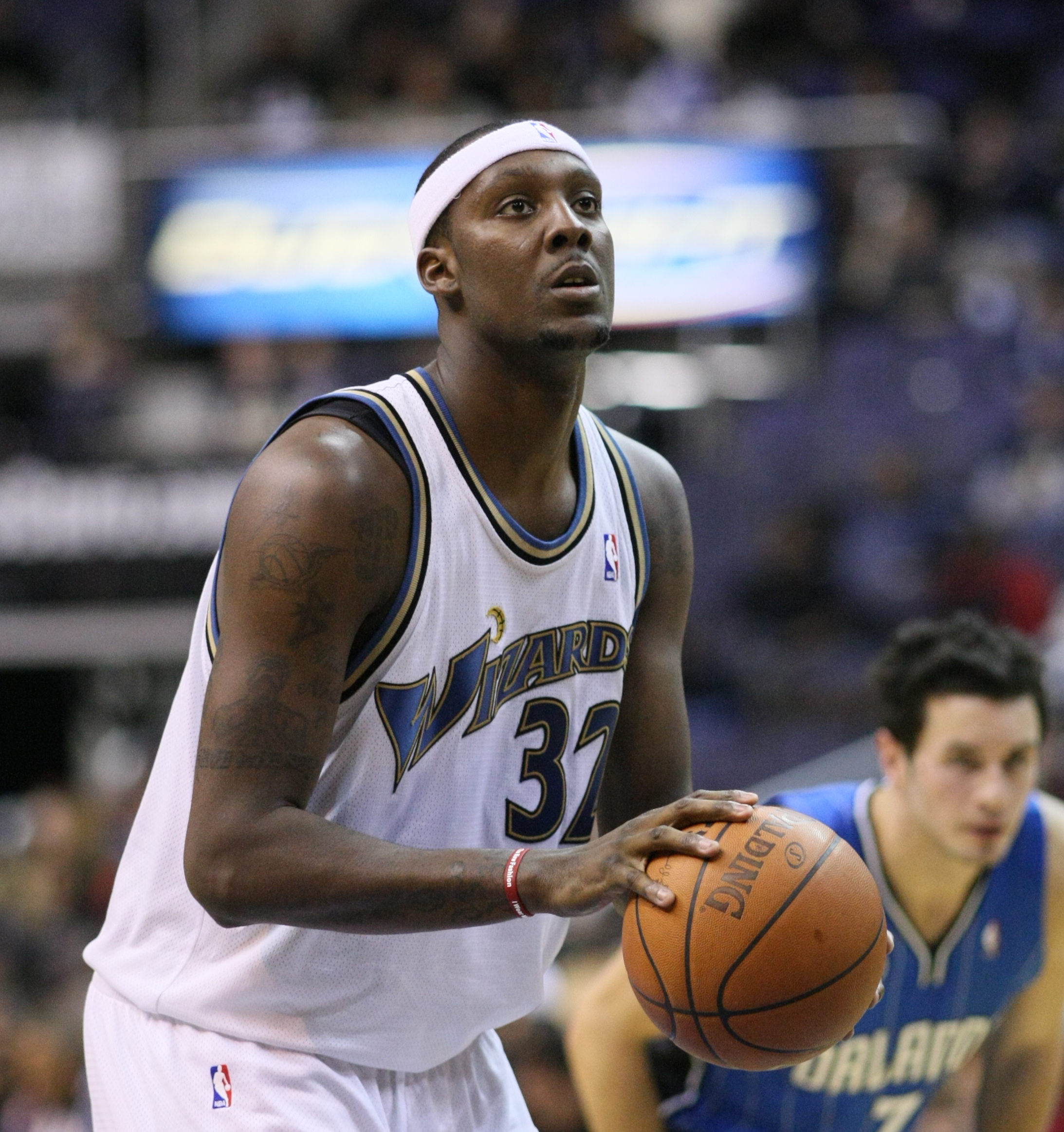
Blatche no Wizards

No dia 9 de janeiro, 2010, Blatche foi multado em $10.000 pelo Wizards por participar de uma mimica de Gilbert Arenas imitando uma arma antes de um jogo, no dia 5 de janeiro de 2010 contra o Philadelphia 76ers.
Em 28 de fevereiro de 2010, ele marcou sua maior pontuação na carreira quando fez 36 pontos na vitória de 89-85 contra o New Jersey Nets. Blatche continuou a ser titular da equipe e as suas estatísticas melhoraram significativamente. Blatche quase fez um triplo-duplo em jogo que terminou com 20 pontos, 13 assistências, nove rebotes e dois roubos de bola em uma vitória por 109-99 contra o New Jersey Nets. Em setembro de 2010, ele assinou uma extensão de contrato com o Wizard. A temporada 2010-11 da NBA foi o melhor ano da carreira de Blatche, ele foi titular em 63 dos 64 jogos disputados e teve seus maior números em pontos (16.8), em rebotes (8.2), em assistências (2.3) e em roubos de bola (1.5).
Em 20 de Março de 2012, o Wizards anunciou que Blatche foi para o banco por falta de condição física e no dia 16 de julho, ele foi dispensado através de uma cláusula de contrato.
Blatche, mais tarde, viria a falar sobre o tratamento que o Wizard teve com ele: "Quando as coisas não estavam começando bem, eles me usaram como desculpa." Ele também afirmou que eles tentaram arruinar a sua carreira: "eles disseram, 'Oh, ele é um mau companheiro de equipa. Ele é um câncer no vestiário.' Ele é isso e aquilo. Isso é um monte de mentiras! Isso é o que realmente me deixou louco." 
O Técnico Randy Wittman respondeu às acusações dizendo, "eu não vou entrar nessa. Nós fizemos tudo o que podia para ajudá-lo, como fazemos com todos jogadores".

### Brooklyn Nets (2012-2014)

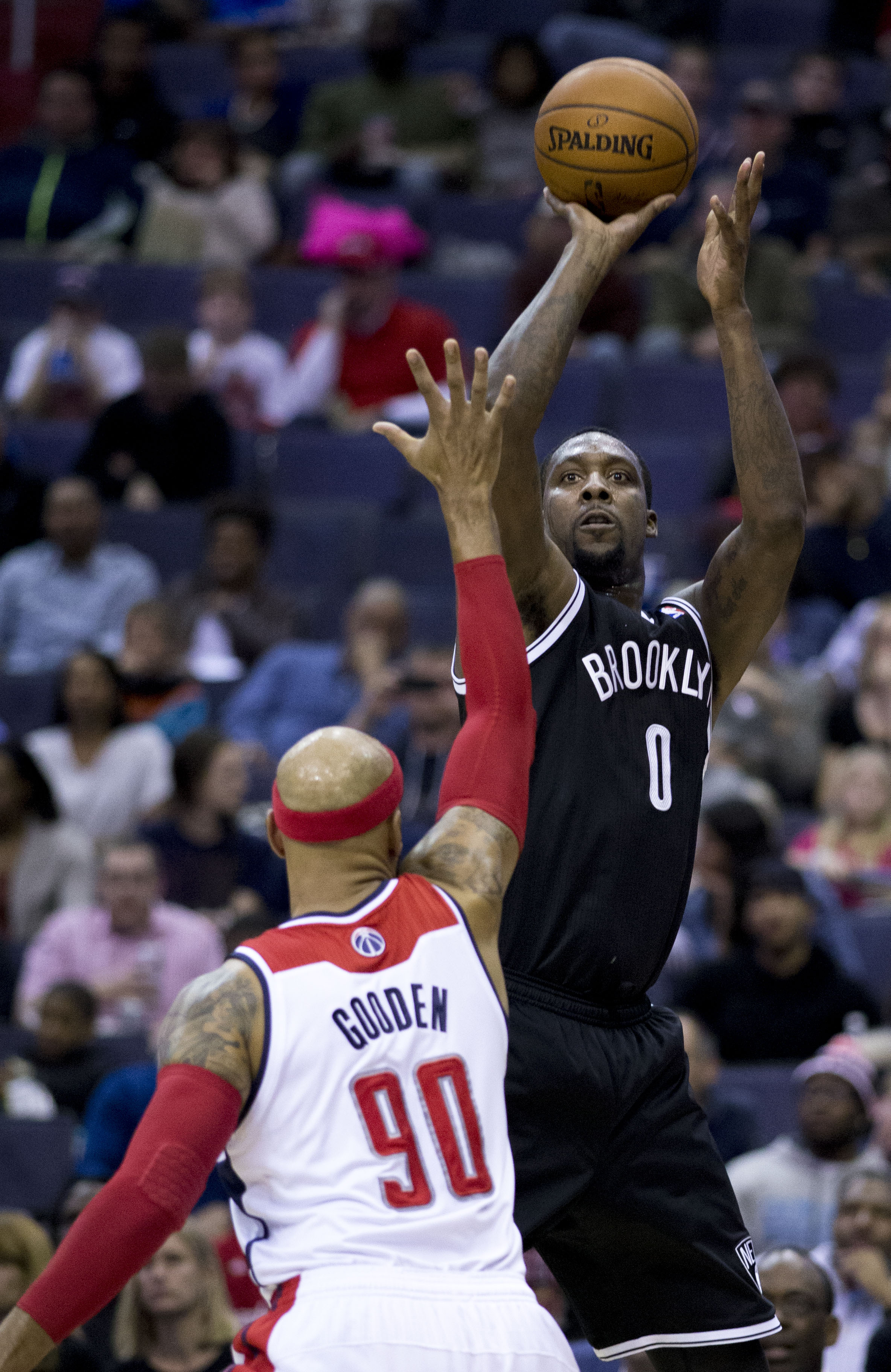
Blatche em um arremesso sendo marcado por Drew Gooden.

Em 12 de setembro de 2012, Blatche assinou com o Brooklyn Nets. Ele decidiu usar o número 0. "O Zero lembra de como como todos desistiram de mim," ele disse mais tarde. Quando Brook Lopez se machucou no pé, foi dada a oportunidade de Blatche ser titular. Sem Lopez, Nets teve um regitro de 2-5. Apesar desse registro, Blatche jogou bem e teve uma média de 18,1 pontos e 8,8 rebotes. Em 4 de janeiro de 2013, Blatche retornou para o Verizon Center para enfrentar o Washington Wizards. Quando entrou no ginásio, ele foi extramamente vaiado por todos os fãs presentes. Em 19 minutos de jogo, ele teve 13 pontos e 12 rebotes.
Blatche jogou em todos os 82 jogos da temporada regular de 2012-13, com médias de 10,3 pontos e 5.1 rebotes. Blatche também jogou em sete jogos de playoff e fez médias de 10,3 pontos e 4.9 rebotes.
Em 11 de julho de 2013, Blatche renovou com o Nets. Em dezembro de 2013, o pivô Brook Lopez teve uma lesão no pé e acabou ficando fora do resto da temporada, aumentando assim o tempo de jogo de Blatche. No primeiro jogo sem Lopez, Blatche teve 11 pontos e sete rebotes em 25 minutos na derrota contra o Indiana Pacers.
Em 20 de junho de 2014, Blatche optou por terminar seu contrato com o Nets e assim se tornar um agente livre irrestrito.

### Xinjiang Flying Tigers (2014-2017)
Em 20 de setembro de 2014, Blatche assinou um contrato de um ano no valor de 2,5 milhões com o Xinjiang Flying Tigers da Liga Chinesa de Basquetebol. Após a conclusão da temporada regular de 2014-15, Blatche rescindiu o seu contrato com o Xinjiang. Em 38 jogos, ele teve médias de 31,1 pontos, 14.6 rebotes, 5,1 assistências e 2.8 roubos de bola por jogo.
Em Março de 2015, Blatche re-assinou com Xinjiang um contrato de três anos por 7,5 milhões.
Em novembro de 2016, Blatche sofreu uma lesão e foi substituído no plantel por Ben Bentil. Ele voltou a jogar no final de dezembro e passou a liderar o Xinjiang na final do campeonato quando ganharam o Guangdong Southern Tigers por 4-0 e foram campeões.
Em 4 de janeiro de 2018, foi anunciado que Augusto Lima tomou o lugar de Blatche no plantel. Blatche foi criticado por seu desempenho e sua atitude no começo da temporada 2017-18. Ele teve uma média de 12,8 pontos e 6,4 rebotes nos cinco jogos em que atuou e teve um impacto negativo no sistema defensivo da equipe.

## Carreira estatísticas

### NBA

#### Temporada Regular
| Anos    | Times      | Jogos | MPJ  | FG%  | 3P%  | FT%  | RPJ | APJ | RBPJ | BPJ | PPJ  |
| ------- | ---------- | ----- | ---- | ---- | ---- | ---- | --- | --- | ---- | --- | ---- |
| 2005–06 | Washington | 29    | 6.0  | .388 | .231 | .833 | 1.3 | .3  | .2   | .2  | 2.2  |
| 2006–07 | Washington | 56    | 12.2 | .437 | .148 | .612 | 3.4 | .7  | .3   | .6  | 3.7  |
| 2007–08 | Washington | 82    | 20.4 | .474 | .231 | .695 | 5.2 | 1.1 | .6   | 1.4 | 7.5  |
| 2008–09 | Washington | 71    | 24.0 | .471 | .238 | .704 | 5.3 | 1.7 | .7   | 1.0 | 10.0 |
| 2009–10 | Washington | 81    | 27.9 | .478 | .295 | .744 | 6.3 | 2.1 | 1.0  | .9  | 14.1 |
| 2010–11 | Washington | 64    | 33.9 | .445 | .222 | .777 | 8.2 | 2.3 | 1.5  | .8  | 16.8 |
| 2011–12 | Washington | 26    | 24.1 | .380 | .286 | .673 | 5.8 | 1.1 | .8   | .7  | 8.5  |
| 2012–13 | Brooklyn   | 82    | 19.0 | .512 | .136 | .685 | 5.1 | 1.0 | 1.0  | .7  | 10.3 |
| 2013–14 | Brooklyn   | 73    | 22.2 | .476 | .278 | .742 | 5.3 | 1.5 | 1.0  | .5  | 11.2 |

#### Playoffs
| Anos | Times      | Jogos | MPJ  | FG%  | 3P%  | FT%   | RPJ | APJ | RBPJ | BPJ | PPJ  |
| ---- | ---------- | ----- | ---- | ---- | ---- | ----- | --- | --- | ---- | --- | ---- |
| 2007 | Washington | 2     | 12.5 | .667 | .000 | 1.000 | 3.5 | .0  | .0   | .0  | 4.5  |
| 2008 | Washington | 6     | 14.8 | .429 | .000 | .333  | 3.3 | .2  | .3   | 1.0 | 3.7  |
| 2013 | Brooklyn   | 7     | 19.7 | .500 | .000 | .824  | 4.9 | 1.3 | .3   | .4  | 10.3 |
| 2014 | Brooklyn   | 12    | 14.3 | .448 | .000 | .833  | 5.0 | .3  | .5   | .2  | 6.4  |

### CBA
| Ano      | Equipa   | GP  | MPG  | FG%  | 3P%  | FT%  | RPG   | APG | SPG | BPG | PPG  |
| -------- | -------- | --- | ---- | ---- | ---- | ---- | ----- | --- | --- | --- | ---- |
| 2014-15  | Xinjiang | 38  | 38.8 | .558 | .372 | .777 | 14.6  | 5.1 | 2.8 | .9  | 31.1 |
| 2015-16  | Xinjiang | 42  | 31.8 | .545 | .401 | .726 | 10.4  | 4.0 | 2.2 | 1.0 | 23.3 |
| 2016-17  | Xinjiang | 37  | 29.6 | .532 | .361 | .719 | 10.4  | 3.6 | 2.3 | 1.5 | 22.5 |
| Carreira | Carreira | 117 | 33.4 | .546 | .378 | .743 | 10.91 | 4.3 | 2.4 | 1.1 | 25.6 |

## Equipe Nacional

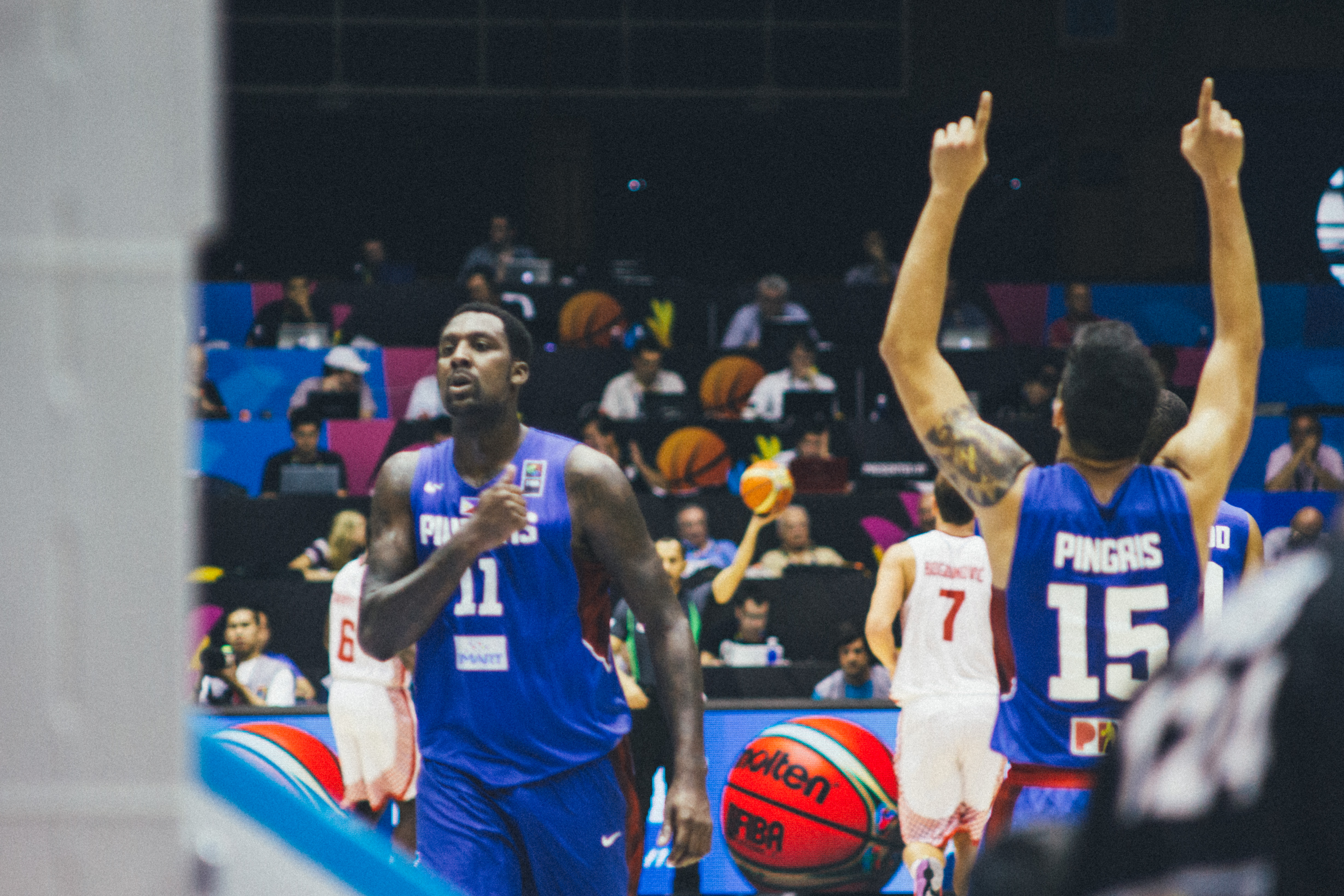
Blatche com a equipe das Filipinas na Copa do Mundo da FIBA de 2014.

Em janeiro de 2014, Blatche foi chamado para participar da Seleção das Filipinas na Copa do Mundo da FIBA de 2014 na Espanha e nos Jogos Asiásticos de 2014 em Incheon, Coreia do Sul. Em 11 de junho de 2014, Blatche tornou-se oficialmente um cidadão Filipino.
Ele acabou sendo desclassificado para jogar nos Jogos Asiáticos de 2014 devido à questões de elegibilidade, citado pelo Conselho Olímpico da Ásia (OCA), como ele não tinha três anos de residência, nas Filipinas. Nos cinco jogos da Copa do Mundo, ele teve médias de 21,2 pontos, 13,8 rebotes e 1,6 roubos de bola por jogo. Com 18 pontos e 14 rebotes, Blatche ajudou as Filipinas a ganhar o seu primeiro jogo de Copa do Mundo em 40 anos, derrotando o Senegal por 81-79 na prorrogação.
Em 2015, Blatche jogou na equipe das Filipinas no Campeonato Asiático em 2015. Em nove jogos, ele teve média de 17,8 pontos, 9,2 rebotes e 1,2 assistências por jogo. No ano seguinte, a equipe disputou as eliminátorias para os jogos olímpicos, onde em dois jogos, ele marcou um total de 51 pontos.